# Noegus difficilis
Noegus difficilis är en spindelart som först beskrevs av Soares, Camargo 1948.  Noegus difficilis ingår i släktet Noegus och familjen hoppspindlar. Inga underarter finns listade i Catalogue of Life.